# Aljezur (gemeente)
Aljezur is een plaats en gemeente in het Portugese district Faro.
De gemeente heeft een totale oppervlakte van 323 km² en telde 5288 inwoners in 2001.

## Plaatsen in de gemeente
- Aljezur
- Bordeira
- Odeceixe
- Rogil